# بوهومیلیتسه (ناحیه پراخاتیتسه)
بوهومیلیتسه (به چکی: Bohumilice) یک منطقهٔ مسکونی در جمهوری چک است که در ناحیه پراخاتیتسه واقع شده‌است. بوهومیلیتسه ۳٫۴۲ کیلومتر مربع مساحت و ۳۲۴ نفر جمعیت دارد و ۶۵۶ متر بالاتر از سطح دریا واقع شده‌است.